# Ellen Auler
Ellen Auler, auch Ellen Auler-Pflaum (* 1899 in Brandenburg an der Havel; † 1959 in Düsseldorf), war eine deutsche Porträt- und Genremalerin der Düsseldorfer Schule.

## Leben
Ellen Auler erhielt eine künstlerische Ausbildung im Schülerinnenatelier von Clara Berkowski (1857–≈1930) in Berlin und als Privatschülerin von Willy Spatz in Düsseldorf. Sie lebte und arbeitete in Düsseldorf, wo sie den Buchhändler Max J. Pflaum (* 1877) heiratete, einen Sohn des Buchhändlers Max Pflaum (1841–1908) aus dessen Ehe mit Emma Fahne, einer Tochter des Historikers Anton Fahne. Eine gewisse Bekanntheit erlangte sie durch Märchenstoffe, die sie sowohl literarisch als auch bildnerisch erarbeitete.

## Schriften
- mit Ilse Auler (Scherenschnitte): Sieben Waldmärchen. Max J. Pflaum-Fuchsbau, Düsseldorf 1923.
- Märchenblumen. Zehn Märchen. Mit neun Illustrationen, erfunden, auf Stein gezeichnet und durch Künstler-Handdruck vervielfältigt von der Verfasserin, sowie einer Komposition (Gesang zur Laute), ebenfalls von der Verfasserin, wie auch der Einbandschmuck (Handbatik), Verlag Pflaum-Fuchsbau (Max J. Pflaum), Düsseldorf 1923.